# تل بورنا
تل برنا یک محوطه باستان‌شناسی اسرائیلی که در شفله (کوهپایه‌های یهود)، در امتداد سواحل نهال غوفرین، و در نزدیکی کریات گت امروزی واقع شده‌است.

## تاریخ
این مکان عمدتاً در اعصار مفرغ و آهن مسکون بوده و از محوطه‌هایی است که در امتداد مرز بین یهودا و فلسطین در عصر آهن بوده‌است. اولین کاوش‌ها در این محوطه در تابستان ۲۰۱۰م، به عنوان بخشی از یک پروژه باستان‌شناسی طولانی مدت، به سرپرستی ایتساخ شای و جو اوزیئل، از دانشگاه برایلان، انجام شد.
تل برنا در نزدیکی بیت غوفرین/ ماریشا، تل یی‌جی جودیده، لاچیش، تل صافی / گث و تل زایط واقع شده‌است. با توجه به موقعیت آن، و برجستگی آن در عصر آهن، برخی پیشنهاد کرده‌اند که این مکان همان لیبنا، یکی از ۱۳ شهر لاویان، و مکانی است که چندین بار در کتاب مقدس از آن نامبرده شده‌است. لیبنا شهری است که در قرن نهم قبل از میلاد علیه پادشاهی یهودا قیام کرده (2 پادشاهان 8:22الگو:آیه کتاب مقدس به‌همراه کتاب نامعتبر) جایی که مادر صدقیا، یعنی هاموتال ملکه یهودا در قرن هفتم پیش از میلاد، متولد شده (2 پادشاهان 23:31الگو:آیه کتاب مقدس به‌همراه کتاب نامعتبر).

## نتایج بررسی
در ژوئن ۲۰۰۹م. یک بررسی باستان‌شناسی گسترده در این مکان انجام شد و مشخص شد که این سایت تقریباً ۱۰۰ دونم (واحد مساحت معادل ۹۰۰مترمربع) مساحت داشته و سکونت‌گاه‌هایی از عصر مفرغ پیشین II/III، عصر مفرغ میانه II، عصر مفرغ پسین، عصر آهن I و عصر آهن II را شامل می‌شود. به نظر می‌رسد بزرگ‌ترین سکونتگاه در این مکان مربوط به عصر آهن II باشد، جاییکه ارتفاعات توسط دیوارهایی محصور شده و شواهد آن امروزه هنوز در سطح زمین قابل مشاهده است.

## نتایج حفاری
کاوش‌های انجام شده در سال‌های ۲۰۱۹–۲۰۱۰م. نشان داد که ارتفاعات این سایت پس از دورهٔ پارسی مستقر نشده‌است. بقایای کشف شده در این محوطه شامل استحکامات عصر آهن، لایه‌های استقراری مربوط به قرن نهم قبل از میلاد و چندین سیلو مربوط به قرن هفتم قبل از میلاد است. اگرچه شهر لیبنا، با شواهدی که از حفاری‌هایی که تاکنون انجام شده و آنچه در متون کتاب مقدس دربارهٔ این شهر استنباط شده با تل برنا مطابقت دارد. با این حال کاوش‌هایی نیز در سال ۲۰۱۳م. به سرپرستی ایتساخ شای در تل برنا انجام شده که این باور را به یقین تبدیل کرده که تل برنا همان شهر لیبنا است.